# Cyklistika na Letních olympijských hrách 1996
Cyklistika na Letních olympijských hrách 1996 zahrnovala tři oddělené kategorie.
- Dráhová cyklistika probíhala na stadionu Stone Mountain Velodrome v Stone Mountain.
- Silniční cyklistika probíhala v ulicích Atlanty.
- Závody na horských kolech probíhaly v parku Georgia International Horse Park v Conyers.

## Silniční cyklistika

### Muži
| Kategorie                      | Zlato                             | Stříbro                         | Bronz                                 |
| ------------------------------ | --------------------------------- | ------------------------------- | ------------------------------------- |
| Muži závod s hromadným startem | Pascal Richard · Švýcarsko (SUI)  | Rolf Sørensen · Dánsko (DEN)    | Max Sciandri · Velká Británie (GBR)   |
| Muži časovka                   | Miguel Indurain · Španělsko (ESP) | Abraham Olano · Španělsko (ESP) | Chris Boardman · Velká Británie (GBR) |

### Ženy
| Kategorie                      | Zlato                            | Stříbro                          | Bronz                          |
| ------------------------------ | -------------------------------- | -------------------------------- | ------------------------------ |
| Ženy závod s hromadným startem | Zulfija Zabirovová · Rusko (RUS) | Jeannie Longová · Francie (FRA)  | Clara Hughesová · Kanada (CAN) |
| Ženy časovka                   | Jeannie Longová · Francie (FRA)  | Imelda Chiappaová · Itálie (ITA) | Clara Hughesová · Kanada (CAN) |

## Dráhová cyklistika

### Muži
| Kategorie                   | Zlato                                                                                       | Stříbro                                                                       | Bronz                                                                               |
| --------------------------- | ------------------------------------------------------------------------------------------- | ----------------------------------------------------------------------------- | ----------------------------------------------------------------------------------- |
| 1000 m s pevným startem     | Florian Rousseau · Francie (FRA)                                                            | Erin Hartwell · Spojené státy americké (USA)                                  | Takanobu Jumonji · Japonsko (JPN)                                                   |
| stíhací závod (jednotlivci) | Andrea Collinelli · Itálie (ITA)                                                            | Philippe Ermenault · Francie (FRA)                                            | Bradley McGee · Austrálie (AUS)                                                     |
| sprint (jednotlivci)        | Jens Fiedler · Německo (GER)                                                                | Marty Nothstein · Spojené státy americké (USA)                                | Curt Harnett · Kanada (CAN)                                                         |
| bodovací závod 40 km        | Silvio Martinello · Itálie (ITA)                                                            | Brian Walton · Kanada (CAN)                                                   | Stuart O'Grady · Austrálie (AUS)                                                    |
| stíhací závod (družstva)    | Francie (FRA) · Chistophe Capelle · Philippe Ermenault · Jean-Michel Monin · Francis Moreau | Rusko (RUS) · Eduard Gricun · Nikolaj Kuzněcov · Alexej Markov · Anton Šantyr | Austrálie (AUS) · Brett Aitken · Stuart O'Grady · Timothy O'Shannessey · Dean Woods |

### Ženy
| Kategorie                   | Zlato                                | Stříbro                              | Bronz                                   |
| --------------------------- | ------------------------------------ | ------------------------------------ | --------------------------------------- |
| stíhací závod (jednotlivci) | Antonella Belluttiová · Itálie (ITA) | Marion Clignetová · Francie (FRA)    | Judith Arndtová · Německo (GER)         |
| sprint (jednotlivci)        | Félicia Ballangerová · Francie (FRA) | Michelle Ferrisová · Austrálie (AUS) | Ingrid Haringaová · Nizozemsko (NED)    |
| bodovací závod 25 km        | Nathalie Lancienová · Francie (FRA)  | Ingrid Haringaová · Nizozemsko (NED) | Lucy Tyler-Sharmanová · Austrálie (AUS) |

## Horská kola
| Kategorie          | Zlato                                | Stříbro                                  | Bronz                                            |
| ------------------ | ------------------------------------ | ---------------------------------------- | ------------------------------------------------ |
| Muži cross-country | Bart Brentjensová · Nizozemsko (NED) | Thomas Frischknechtová · Švýcarsko (SUI) | Miguel Martinezová · Francie (FRA)               |
| Ženy cross-country | Paola Pezzoová · Itálie (ITA)        | Alison Sydorová · Kanada (CAN)           | Susan DeMatteiová · Spojené státy americké (USA) |

## Přehled medailí
| Pořadí | Země                   | Zlato | Stříbro | Bronz | Celkově |
| ------ | ---------------------- | ----- | ------- | ----- | ------- |
| 1.     | Francie                | 5     | 3       | 1     | 9       |
| 2.     | Itálie                 | 4     | 1       | 0     | 5       |
| 3.     | Nizozemsko             | 1     | 1       | 1     | 3       |
| 4.     | Španělsko              | 1     | 1       | 0     | 2       |
| 4.     | Švýcarsko              | 1     | 1       | 0     | 2       |
| 4.     | Rusko                  | 1     | 1       | 0     | 2       |
| 7.     | Německo                | 1     | 0       | 1     | 2       |
| 8.     | Kanada                 | 0     | 2       | 3     | 5       |
| 9.     | Spojené státy americké | 0     | 2       | 1     | 3       |
| 10.    | Austrálie              | 0     | 1       | 4     | 5       |
| 11.    | Dánsko                 | 0     | 1       | 0     | 1       |
| 12.    | Velká Británie         | 0     | 0       | 2     | 2       |
| 13.    | Japonsko               | 0     | 0       | 1     | 1       |